# هنري الثالث، دوق برابانت
هنري الثالث (1230 - 28 فبراير 1261) كان دوق برابانت بين عام 1248 حتى وفاته، هو ابن هنري الثاني، دوق برابانت وزوجته الأولى ماري من هوهنشتاوفن.